# Ciocănești – Dunăre
Ciocănești – Dunăre este o zonă protejată (arie de protecție specială avifaunistică - SPA) situată în Câmpia Bărăganului, pe teritoriul administrativ al județului Călărași.

## Localizare
Aria naturală se află în extremitatea central-sudică a județului Călărași (în sudul Câmpiei Bărăganului pe malul stâng al Dunării), pe teritoriul sudic al satului comunei Ciocănești, în imediata apropiere a drumului drumul național DN31, care leagă municipiul Călărași de Oltenița.

## Înființare
Zona a fost declarată Arie de Protecție Specială Avifaunistică prin Hotărârea de Guvern nr. 1284 din 24 octombrie 2007 (privind declararea ariilor de protecție specială avifaunistică ca parte integrantă a rețelei ecologice europene Natura 2000 în România) și se întinde pe o suprafață de 904 hectare.
Planul de management a fost aprobat prin Ordinul ministrului mediului, apelor și pădurilor nr.908 din 2023  privind aprobarea Planului de management al siturilor Natura 2000 ROSCI0131 Oltenița—Mostiștea—Chiciu (incluzând rezervația naturală IV.20. Ostrovul Haralambie), ROSPA0021 Ciocănești—Dunăre (incluzând rezervația naturală IV.21 Ostrovul Ciocănești), ROSPA0055 Lacul Gălățui, ROSPA0105 Valea Mostiștea, ROSPA 0136 Oltenița—Ulmeni  ca urmare a Proiectului MySMIS 102123 

## Biodiversitate
Aria protejată (încadrată în bioregiune geografică stepică) reprezintă o zonă naturală (pășuni, stepe, terenuri arabile cultivate, pajiști naturale, plantații de plop, diguri și canale; cu vegetație submersă, papură și stufăriș) ce asigură condiții de hrană, cuibărit și viețuire pentru mai multe specii de păsări migratoare, de pasaj sau sedentare (unele protejate prin lege).

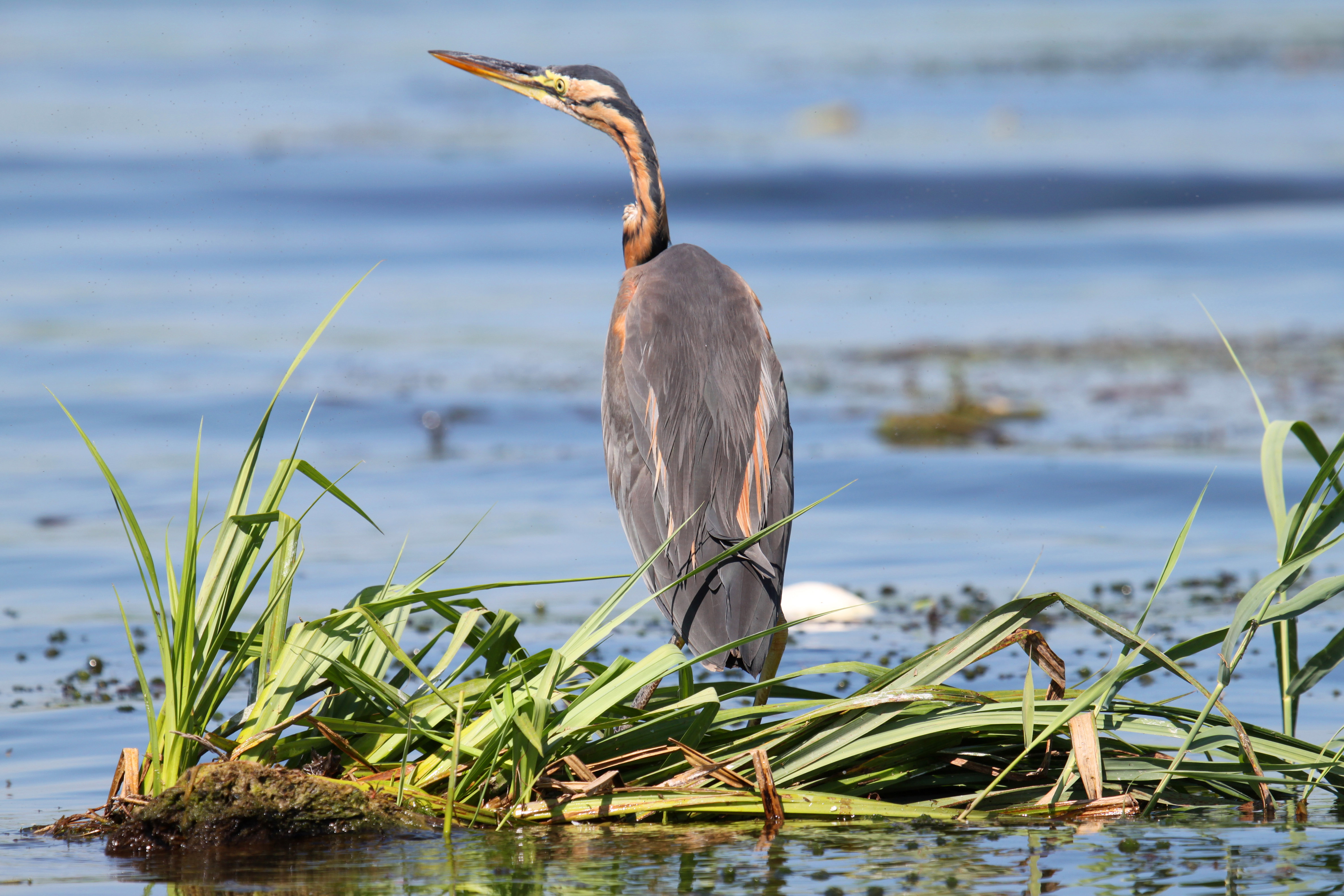
Stârc roșu (Ardea purpurea)

În arealul sitului este semnalată prezența mai multor specii de păsări; astfel: uliu-păsărar (Accipiter nisus), lăcarul mare (Acrocephalus arundinaceus), rață fluierătoare (Anas penelope), rață mare (Anas platyrhynchos), rață pestriță (Anas strepera), stârc cenușiu (Ardea cinerea), stârc roșu (Ardea purpurea), 
rață-cu-cap-castaniu (Aythya ferina), rața moțată (Aythya fuligula), rață roșie (Aythya nyroca), buhai de baltă (Botaurus stellaris), gâsca cu piept roșu (Branta ruficollis), barză albă (Ciconia ciconia), chirighiță neagră (Chlidonias niger), chirighiță-cu-obraz-alb (Chlidonias hybridus), lebădă de iarnă (Cygnus cygnus), lebădă de vară (Cygnus olor), lăstun de casă (Delichon urbica), egretă mică (Egretta garzetta), egretă albă (Egretta alba), măcăleandru (Erithacus rubecula), cinteză (Fringilla coelebs), piciorong (Himantopus himantopus), grelușel-de-zăvoi (Locustella luscinioides), prigoare (Merops apiaster), codobatura albă (Motacilla alba), codobatura galbenă (Motacilla flava), stârc de noapte (Nycticorax nycticorax), cormoran mic (Phalacrocorax pygmaeus), pelican creț (Pelecanus crispus), lopătar (Platalea leucorodia), corcodel-mare (Podiceps cristatus), cristel-pestriț (Porzana porzana), țigănuș (Plegadis falcinellus), chiră de baltă (Sterna hirundo), călifar alb (Tadorna tadorna), fluierarul cu picioare roșii (Tringa totanus), fluierar de mlaștină (Tringa glareola) și mierlă (Turdus merula).

## Căi de acces
- Drumul național DN31 pe ruta: Oltenița - Spanțov - Chiselet - Mânăstirea - Dorobanțu - Ciocănești

## Atracții turistice
În vecinătatea sitului se află mai multe obiective de interes turistic (lăcașuri de cult, monumente istorice, situri arheologice, arii protejate); astfel:
- Biserica „Sf. Dumitru și Sf. Nestor” din satul Mânăstirea, construcție 1648 - 1660, monument istoric,
- Biserica „Sf. Ierarh Nicolae” din satul Spanțov, construcție 1867 - 1868, monument istoric
- Mormântul scriitorului Alexandru Sahia (1908 - 1937) din satul Mânăstirea
- Situl arheologic „La Grădiște” de la Cetatea Veche (Latène, mileniul IV a. Chr.)
- Situl arheologic „Grindul Grădiștea Ulmilor” de la Vărăști (Epoca fierului, Eneolitic, cultura Gumelnița, Neolitic, cultura Boian)
- Ostrovul Ciocănești (rezervație naturală)